# سرآب نیلوفر

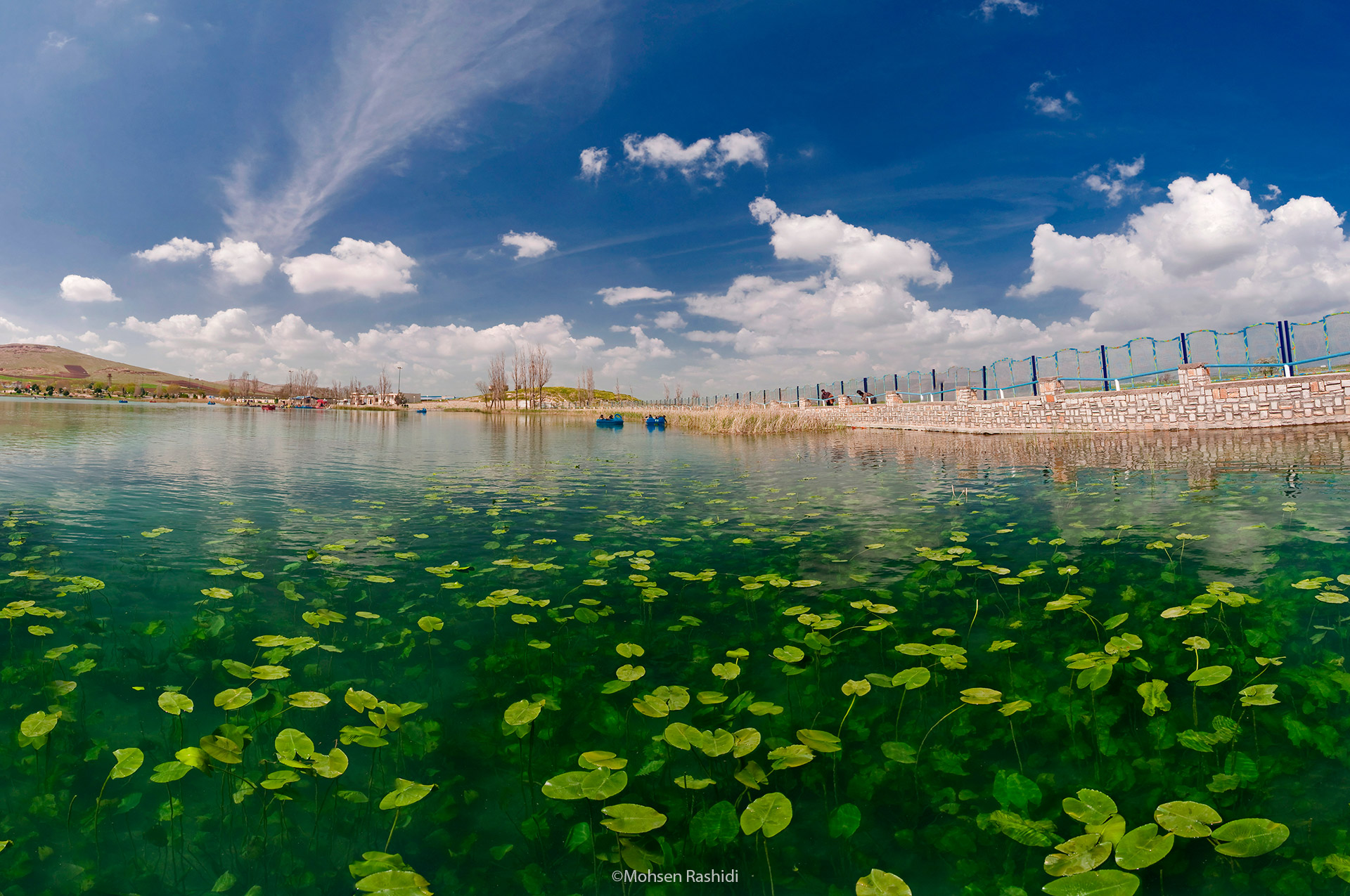
سرآب نیلوفر، روزهای پایانی ۱۳۸۹

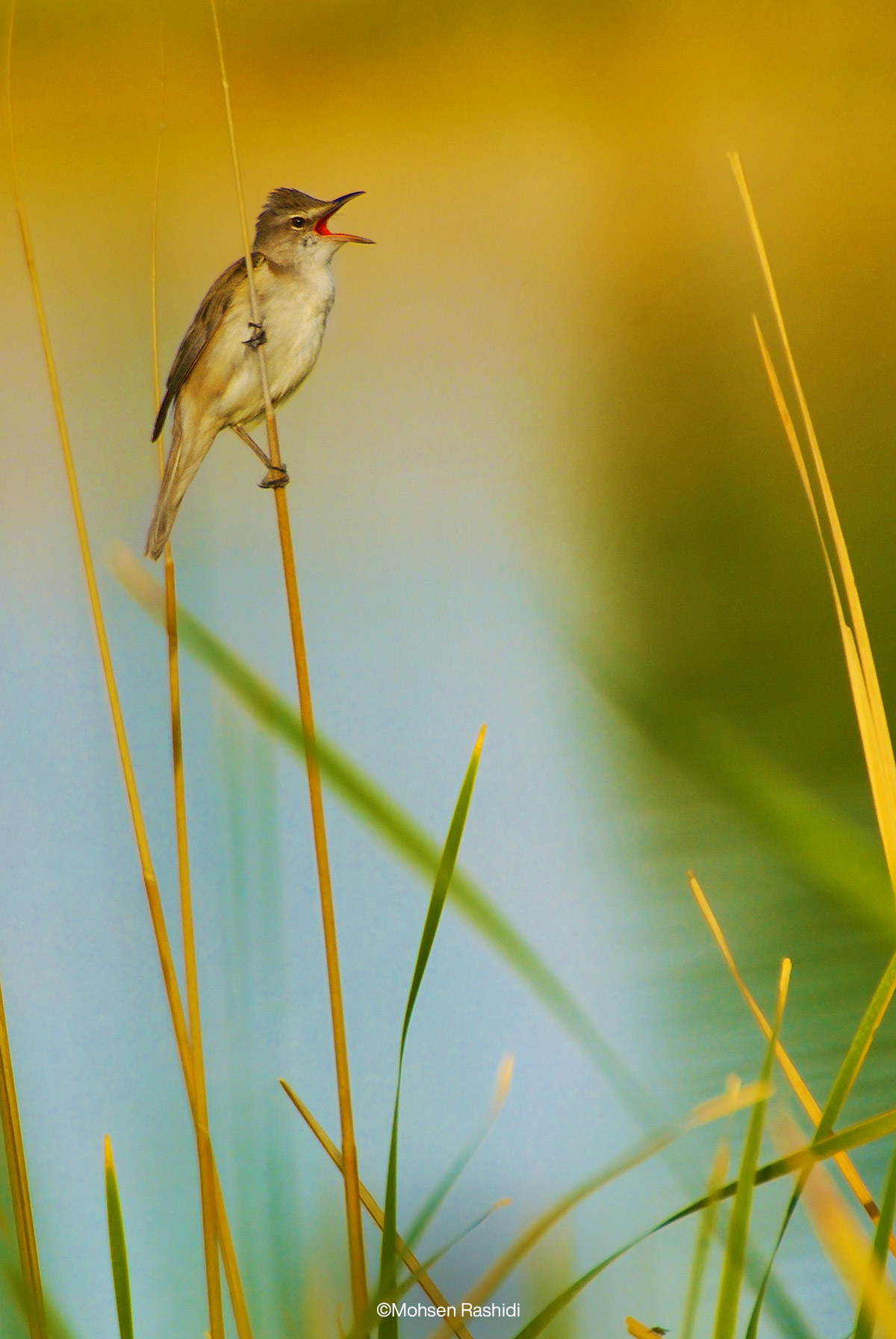
سسک تالابی، سرآب نیلوفر، ۱۳۸۸

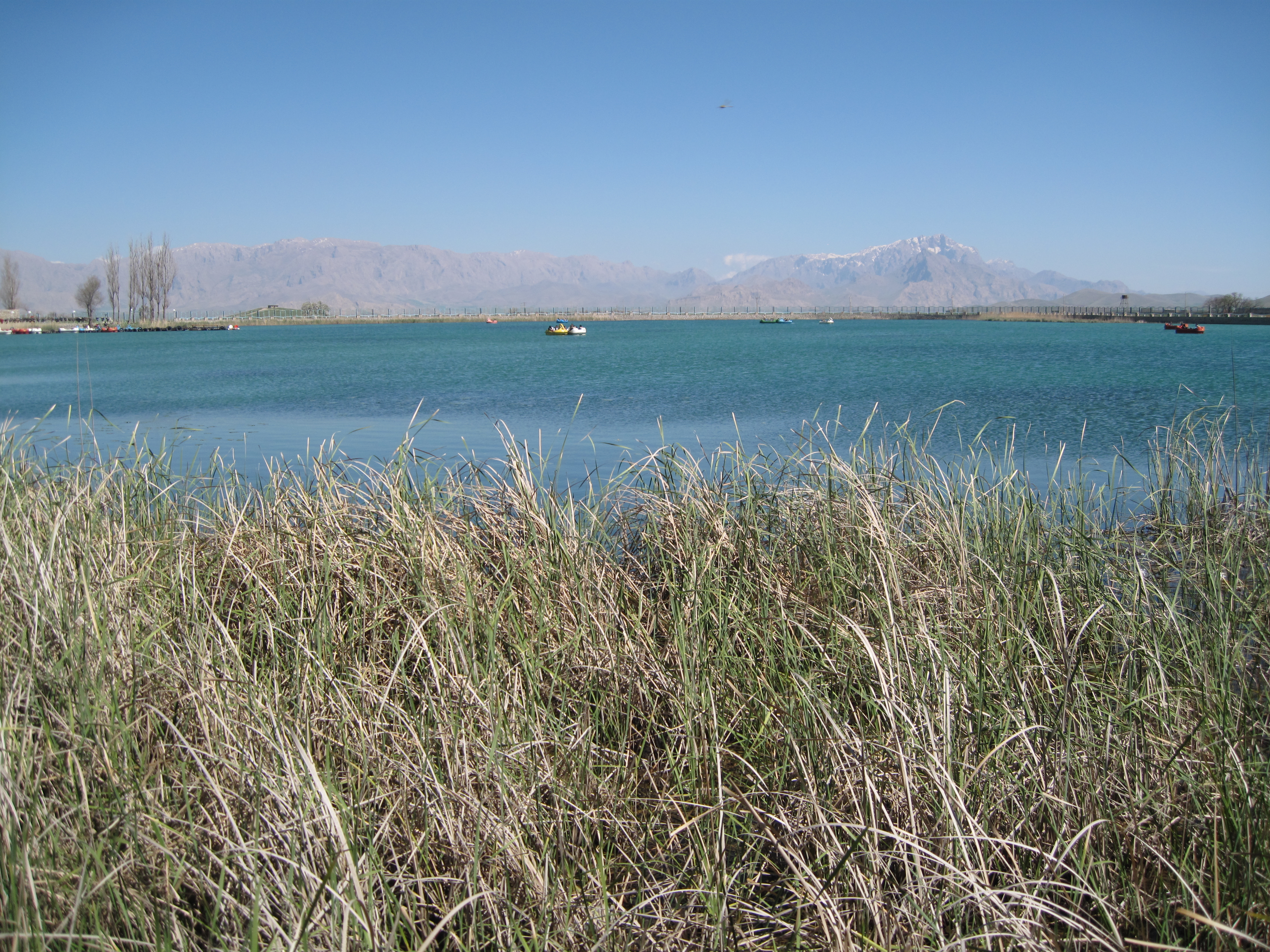
سرآب نیلوفر

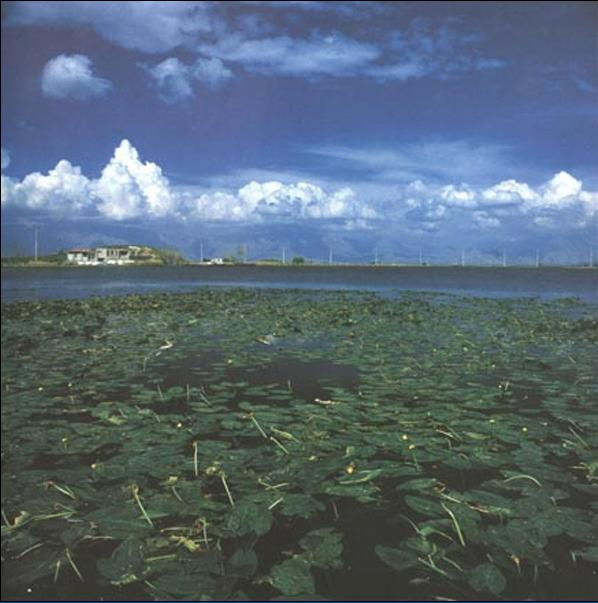
سرآب نیلوفر

سرآب نیلوفر دریاچهٔ کوچکی است که در حدود ۲۰ کیلومتری شمال غرب شهر کرمانشاه در روستای سرآب نیلوفر در دامنۀ کوه کماجار قرار گرفته‌است. این دریاچه تا اواسط دههٔ هشتاد مملو از گل‌های نیلوفر آبی بود و در فصول گرم سال غنچه‌ها و برگ‌های آن سر از آب برآورده و قسمت زیادی از آن را می‌پوشاند. سرآب نیلوفر ۵۵اُمین اثر طبیعی ملی است که توسط سازمان میراث فرهنگی از ۲۷ اسفند ۱۳۸۷ در فهرست میراث طبیعی ایران قرار گرفته‌است. اطراف این سرآب تأسیسات رفاهی گردشگری و پارک احداث شده‌است. سرآب نیلوفر نزدیک به ۲۵ متر عمق دارد.

## مالکیت و مدیریت
اراضی سرآب نیلوفر تا دهۀ ۱۳۹۰ در مالکیت شرکت توسعۀ گردشگری ایران بود، اما با شکایت و ادعای دادگستری کرمانشاه بر اساس برخی اسناد و مدارک مالکیت آن به نهاد دوم واگذار شد. درحال حاضر مالکیت زمین‌های سرآب نیلوفر در دست دادگستری استان کرمانشاه است و این نهاد نیز به نوبۀ خود بهره‌برداری از آن را به سرمایه‌گذاران بخش خصوصی واگذار می‌کند. ادارۀ میراث فرهنگی، گردشگری و صنایع دستی استان کرمانشاه نیز مسئول صدور مجوز برای فعالیت‌های گردشگری در این منطقه و نظارت بر استانداردهای مربوط به آن است. به گفتۀ معاون گردشگری استان کرمانشاه تاکنون هیچ مجوزی برای انجام فعالیت‌های گردشگری در سرآب نیلوفر صادر نشده‌است.
با این وجود در مرداد ۱۴۰۳ مدیرعامل شرکت توسعه گردشگری استان کرمانشاه اعلام کرد که این مجموعه به مدت چند سال به بخش خصوصی واگذار شده و بی‌توجهی و عدم رسیدگی بهره‌برداران خصوصی به‌گونه‌ای سبب تخریب و از بین رفتن زیرساخت‌های آن شده که احیای آن ۳ تا ۵ سال طول خواهدکشید. به گفتۀ وی این مجموعه از اواخر سال ۱۴۰۲ بار دیگر به شرکت توسعۀ گردشگری واگذار شده و اقدامات عمرانی به‌منظور نوسازی و احیای آن آغاز شده‌است.

## نابودی گل‌های نیلوفر
از اواسط دههٔ هشتاد به علت خشکسالی‌های طولانی مدت و برداشت بی‌رویه آب‌های زیرزمینی، چشمه‌های تأمین‌کنندهٔ آب این دریاچه چندین بار به‌طور کامل خشک شده و همین امر سبب از بین رفتن کامل نیلوفرهای آبی شد. با این حال با نجات چند بوته نیلوفر باقی‌مانده توسط یکی از کارگران به نام رشید شفقت و تلاش پردیس کشاورزی و منابع طبیعی دانشگاه رازی در اردیبهشت ۱۳۹۵ تعدادی بوتهٔ نیلوفر آبی به همت یکی از استادان دانشگاه رازی به نام دانیال کهریزی تکثیر و کشت شده و در بستر دریاچه کاشته شد تا از نابودی کامل آن پیشگیری به عمل آید. با این وجود در ۸ مرداد ۱۴۰۱ اعلام شد که این نیلوفرهای احیاشده به‌دلیل کم‌آبی شدید و خشکی دریاچه دوباره از بین رفته‌اند.
با این وجود در اسفند ۱۴۰۳ اعلام شد که با هر بار خشک شدن سراب، گل‌های نیلوفر هم از بین رفته‌اند و دیگر نیلوفر زردی در سرآب نیلوفر باقی نمانده است و اگرچه کهریزی همچنان ۱۰۰ نمونه از این گل‌ها را در آزمایشگاه خود حفظ کرده است، اما به جای نیلوفرهای زرد در دریاچه نیلوفرهای صورتی روییده‌اند.

## کاهش دبی و خشکی
در سال‌های ۱۳۸۷ و ۱۳۹۴ سرآب نیلوفر دو بار به‌طور کامل خشک شد. در شهریور ۱۴۰۰ اعلام شد که بر اثر خشکسالی دبی سرآب نیلوفر نسبت به سال‌های پربارش قبلی ۸۰ درصد کاهش پیدا کرده‌است.
در ۸ مرداد ۱۴۰۱ اعلام شد که سرآب نیلوفر به‌دلیل عواملی همچون حفر چاه‌های عمیق ۱۲۰ متری و کشت محصولات آب‌بر مانند هندوانه، ذرت و سیب‌زمینی توسط کشاورزان منطقه به شدت در معرض خشکی قرار دارد و احتمال دارد طی روزهای آینده یا پس از کشت دوم به‌طور کامل بخشکد. در ۲۹ مرداد ۱۴۰۱ اعلام شد که سرآب نیلوفر به‌طور کامل خشک شده و بستر آن تَرَک برداشته و تنها چند چالۀ کوچک در آن کمی رطوبت دارد. معاون محیط طبیعی محیط زیست استان کرمانشاه در ۲۹ شهریور ۱۴۰۱ اعلام کرد که خشکی سرآب نیلوفر صرفاً نتیجۀ خشکسالی و کم‌بارانی یک سال اخیر نیست و در نتیجۀ سال‌ها سوءمدیریت منابع آب در این ناحیه به وجود آمده‌است و عواملی مانند برداشت بی‌رویه از چاه‌ها و منابع آبی اطراف، کشت‌های دوم و حتی سوم و کاشت محصولات آب‌بر در این ناحیه از سال‌ها پیش وجود داشته‌است. در بهمن ۱۴۰۱ رئیس اداره محیط زیست شهرستان کرمانشاه از ورود آب به سرآب نیلوفر برای نخستین بار از اواخر مرداد به‌دلیل بارش‌های فصل پاییز خبر داد.
در ۱۰ اردیبهشت ۱۴۰۲ رئیس اداره محیط زیست شهرستان کرمانشاه اعلام کرد که به دنبال بارش‌های بهاری آب وارد دریاچه شده و سرآب پرآب است،‌ با این وجود احتمال خشک شدن آن تا دو سه ماه آینده وجود دارد. در ۱۳ تیر ۱۴۰۲ رئیس ادارۀ حفاظت از محیط زیست شهرستان کرمانشاه وضعیت سرآب نیلوفر را رضایت‌بخش اعلام کرد، اما گفت که احتمال خشک شدن آن در آینده‌ای نزدیک بسیار بالاست.
در مرداد ۱۴۰۳ رئیس اداره محیط زیست شهرستان کرمانشاه اعلام کرد سرآب نیلوفر نیز اکنون دبی مطلوبی دارد، اما به‌دلیل تعداد زیاد چاه‌های اطراف، امکان خشک شدن آن در صورت شروع دیرهنگام بارش‌های پاییزی وجود دارد.
در مهر ۱۴۰۳ رئیس اداره محیط زیست شهرستان کرمانشاه اعلام کرد سرآب نیلوفر دبی مختصری دارد و سطح آب آن کاهش پیدا کرده، اما با توجه به سپری شدن فصل آبیاری ذرت در مزارع اطراف و نزدیک بودن بارش‌های پاییزی احتمال خشک شدن آن پایین است. در ۲۲ مهر ۱۴۰۳ مدیرعامل شرکت توسعه گردشگری استان کرمانشاه اعلام کرد سطح آب سرآب نیلوفر کاهش ۹۰ درصدی داشته‌است که علت آن کاهش آب سفره‌های زیرزمینی به علت تعداد بسیار بالای چاه‌های عمیق در اطراف سرآب، کشت‌های دوم و سوم و کشت محصولات آب‌بَر مانند ذرت و سیب‌زمینی بوده‌است. در ۵ آبان ۱۴۰۳ رئیس اداره محیط زیست شهرستان کرمانشاه اعلام کرد که تقریباً نیمی از سرآب نیلوفر خشک شده و فقط قسمت کمی از بالای آن آب دارد و در صورتی‌ که بارش‌ها دیر آغاز شود، احتمال خشک شدن کامل آن وجود دارد.